# هیلوود (پنسیلوانیا)
هیلوود (به انگلیسی: Heilwood) یک منطقهٔ مسکونی در ایالات متحده آمریکا است که در شهرستان ایندیانا، پنسیلوانیا واقع شده‌است. هیلوود ۱۰٫۰ کیلومتر مربع مساحت و ۷۱۱ نفر جمعیت دارد.